# Judit Elek
Judit Elek (Budapest, 10 de novembre de 1937) és una guionista i directora de cinema hongaresa.

## Biografia
Diplomada a l'Acadèmia d'Art Dramàtic i Cinema de Budapest el 1961, Judit Elek forma part, al costat de personalitats com István Szabó, Pál Gábor, Imre Gyöngyössy, Ferenc Kardos o Zsolt Kézdi-Kovács, de la promoció Félix Máriássy de 1956 (deu admesos sobre 700 candidats que es van presentar a la prova d'accés a l'Escola).
Judit Elek resulta ser una de les més importants pioneres del "cinema directe" derivat del documental, que va experimentar primer a l'estudi de Béla Balázs i després a Istenmezeje. La seva primera experiència de "cinema directe" data del 1963 amb Találkozás (Encontre) on va dir : 
| « | Volia filmar les meves idees utilitzant la realitat no determinada per mi, sinó per ella mateixa. | » |

A través de les seves primeres produccions, Judit Elek concep el "cinema directe 
| « | com un mode d'expressió específic, capaç de comprendre la realitat dels éssers i les coses amb una profunditat que no pot arribar el cinema tradicional a Hongria, aleshores en plena mutació. | » |

El seu primer llargmetratge de ficció data del 1969: Sziget a szárazföldön (La dama de Constantinobla), retrat d'una anciana solitària obligada a abandonar un apartament força car. Després de la realització d' Egyszerű történet (Una simple història) el 1975 va renunciar a l'experiència del "cinema directe" perquè sentia que havia esgotat el seu potencial, però sobretot per escrúpols, perquè la intrusió de la càmera a les vides dels que filma, al final, pot posar-los en perill. 
| « | El cinema té un paper en les seves vides mateixes, és una responsabilitat i, de moment, aquesta responsabilitat, ja no la vull | » |

 va dir a Françoise Audé per a la revista crítica Positif el gener de 1982.
El 1984 torna a dirigir amb Mária-nap (El dia de Maria), que és un vibrant interrogatori sobre un dels grans noms de la història hongaresa, el poeta i patriota Sándor Petőfi. Aquesta pel·lícula es va presentar a la secció Un Certain Regard al 37è Festival Internacional de Cinema de Canes.
| « | El seu treball, fruit d'un requeriment preocupat, no va acompanyat de concessions de moda o desviacions de la veritat. | » |

## Filmografia
- Vásárcsarnok (1962)
- Találkozás-Apróhirdetés (1963)
- Találkozás (1963)
- Kastélyok lakói (1966)
- Meddig él az ember? I-II (1967)
- Sziget a szárazföldön (aka The Lady from Constantinople) (1969)
- Találkozunk 1972-ben (Sötétben-világosban) (1970)
- Egyszerű történet (1974)
- Istenmezején 1972-73-ban (1975)
- Árvácska (1976, screenwriter)
- Vizsgálat Martinovics Ignác szászvári apát és társainak ügyében (1980)
- Majd holnap (1980)
- Mária-nap (1984)
- Tutajosok (1990)
- Ébredés (1995)
- Mondani a mondhatatlant: Elie Wiesel üzenete (1996)
- A hét nyolcadik napja (2006)
- Retrace (2009–2010)

## Controvèrsia
Durant el rodatge de la pel·lícula Tutajosok (1990), 14 ovelles foren ruixades amb una substància inflamable, i després van ser cremades vives per ordre de Judit Elek. 69 científics de la Universitat Jagellònica van exigir que les autoritats prohibissin l'entrada de Judit Elek a Polònia.